# Castello di Sorci
Das Castello di Sorci ist eine kleine Festungsanlage (Burganlage) im Ortsteil San Lorenzo der toskanischen Gemeinde Anghiari in der Provinz Arezzo.

## Geschichte
Die Burg entstand im 12. Jahrhundert. Am 19. Juni 1385 unterwarfen sich die Einwohner von Sorci der Stadt Florenz. Zwischen 1234 und 1650 war die Burg die Sommerresidenz der einflussreichen Ghibellinenfamilie Tarlati di Pietramala (1234–1388) aus Arezzo sowie Familiensitz der Bruni (1388–1441). Letzter Eigentümer der Bruni war der berühmte Söldnerführer Baldaccio Bruni (auch Baldo di Piero Bruni oder Baldaccio d’Anghiari, * um 1400; † 1441) und seine Frau Annalena Malatesta (* 1417; † 1491). Danach gehörte die Burg der Adelsfamilie Pichi aus Sansepolcro (1443–1650).

## San Lorenzo
Die Kirche der Burg, San Lorenzo a Sorci, gehörte zu der Pieve Santa Maria alla Sovara, die etwa 3,5 km nordwestlich liegt. Die Pfarrei San Lorenzo a Sorci umfasste 1833 225 Personen.

## Film
In der Burg fanden 1984 einige Dreharbeit zu dem Film Non ci resta che piangere (dt. Die Lucky Boys) mit Roberto Benigni und Massimo Troisi statt.